# Multibanking
Multibanking ist für Privatkunden sowie Firmenkunden die Möglichkeit, zu mehr als einer Bank oder Finanzdienstleister/Fintech Verbindungen zu Kontodaten oder Kontotransaktionen herzustellen.

## Geschichte
Multibanking ist seit den frühen 1990er Jahren verfügbar. Erste Softwarelösungen gab es schon ab 1993, zum Beispiel die Finanzsoftware Quicken. Das damalige Protokoll HBCI (Home-Banking-Computer-Interface), das sogar auf dem Fernseher mit BTX (Bildschirmtext) nutzbar war, ist heute noch auffindbar in Nachfolgesystemen wie FinTS. Heute gibt es unterschiedlichste Ausprägungen von Multibanking auf Apps, Webseiten oder auf traditionellen PCs. Neben dem für Privatkunden orientierten HBCI ist das EBICS-System für Firmenkunden im Bankenumfeld etabliert.
Heute werden neben dem meistverwendeten Online-Banking über Browser-Systeme Banking-Apps für Smartphones angeboten.

## Sicherheit
Zur Sicherheit von Multibanking wird die in Europa von der EZB verbindlich eingeführte EU-Richtlinie PSD2 verwendet.
Mit der PSD2 hat sich die Sicherheit für Nutzer von Multibanking-Apps und Webanwendungen deutlich verbessert. Die Usability hatte bei Einführung aufgrund der in Deutschland vorhandenen Technologien aus HBCI, FinTS und EBICS einen Marktvorteil gegenüber anderen europäischen Ländern. 
Die hohe Priorität der Sicherheit im Multibanking – gleichbedeutend mit der Möglichkeit, Verbindung zu mehreren unterschiedlichen Bankschnittstellen aufzubauen – (Open Banking) wird aus Blick der Usability zunehmend verbessert.
Ursache für die schwierige Einführung war die umfangreiche Nutzung der Zwei-Faktor-Authentisierung. Diese führte zu häufigen Problemen und Nutzungsproblemen bei Endkunden.

## Ausblick
Die PSD2 ermöglicht es auch Unternehmen aus verschiedensten Branchen, die Funktionalität von Multibanking zu verwenden. Damit bieten Multibanking-Apps oder Webanwendungen auch für den E-Commerce Möglichkeiten, sich in die Transaktionsdienste von Banken einzuklinken.
Alle großen Banken, Genossenschaften und Sparkassen bieten Multibanking an, um damit den Nutzern neben der Hausbankverbindung auch Fremdbanken oder weitere Finanzdienstleistungen anbieten zu können.